# Yuki Kawai
Yuki Kawai (jap. 河合由貴 Kawai Yuki; ur. 22 stycznia 1990 w Hiji, w Japonii) – japońska siatkarka grająca na pozycji rozgrywającej. Obecnie występuje w drużynie JT Marvelous.